# Copito (revista de Bruguera)
Copito fue una revista infantil editada por Bruguera entre 1977 y 1982, bajo la dirección de Mercedes Blanco. Contó con dos épocas diferenciadas:

## 1ª época: 1977
El "Copito" original se caracterizaba por una mezcolanza de series de muy diversas procedencias:
| Aparición | Números | Título                          | Autoría            | Procedencia          |
| --------- | ------- | ------------------------------- | ------------------ | -------------------- |
| 1977      | 1       | Copito                          | Dupa               | Franco-belga         |
|           |         | Pitagorín                       | Peñarroya          |                      |
|           |         | Javi y su perro Kilo            | Fresno's           | Nueva                |
|           |         | Las aventuras de Juanito Conejo |                    | Corriere dei Piccoli |
|           |         | Gatín                           | Blas Sanchís       | Nueva                |
|           |         | Rabín de los bosques            | Pineda Bono        | Nueva                |
|           |         | Aníbal                          | Rojas de la Cámara |                      |
|           |         | Clorofila                       | Bob de Groot/Dupa  |                      |
|           |         | Zipi y Zape                     | Escobar            |                      |

## 2ª época: 1980-1982
Este nuevo "Copito" fue un vehículo para las adaptaciones a historieta de las series de dibujos animados de Hanna-Barbera: 
| Aparición | Números | Serie                            |
| --------- | ------- | -------------------------------- |
| 1977      | 1, 2,   | El oso Yogi                      |
| 1977      | 1, 2,   | Maguila Gorila                   |
| 1977      | 1       | Leoncio el león                  |
| 1977      | 1       | El lagarto Juancho               |
| 1977      | 2       | Jinks, Pixie y Dixie             |
| 1977      | 2       | Los Picapiedra                   |
| 1977      | 2       | El Sheriff Ricochet y Pacho Rudo |
| 1977      | 2       | Los Supersónicos                 |
| 1977      | 2       | Huckleberry Hound                |
| 1977      | 2       | Don Gato                         |